# Mateu Llobera Bauzà
Mateu Llobera Bauzà   (Pollença, 1923 - 2019) fou un pintor mallorquí.
Començà pintant l'any 1949, quan va participar en la creació del Grupo de Acuarelistas de Baleares. Posteriorment, es dedicà íntegrament a la pintura a l'oli. Al llarg de la seva vida va exposar no sols a Pollença, el seu poble natal, sinó sobretot a Palma i altres indrets d'Espanya i l'estranger (Suissa, Itàlia, Alemanya o els Estats Units). Predominen els paisatges, les marines i escenes de la vida quotidiana del pobles; temes principals de la seva extensa obra.
Va morir l'any 2019, considerat com el darrer exponent de l'Escola pollencina de pintura, fundada al segle XX per Hermen Anglada Camarasa.